# Croissant

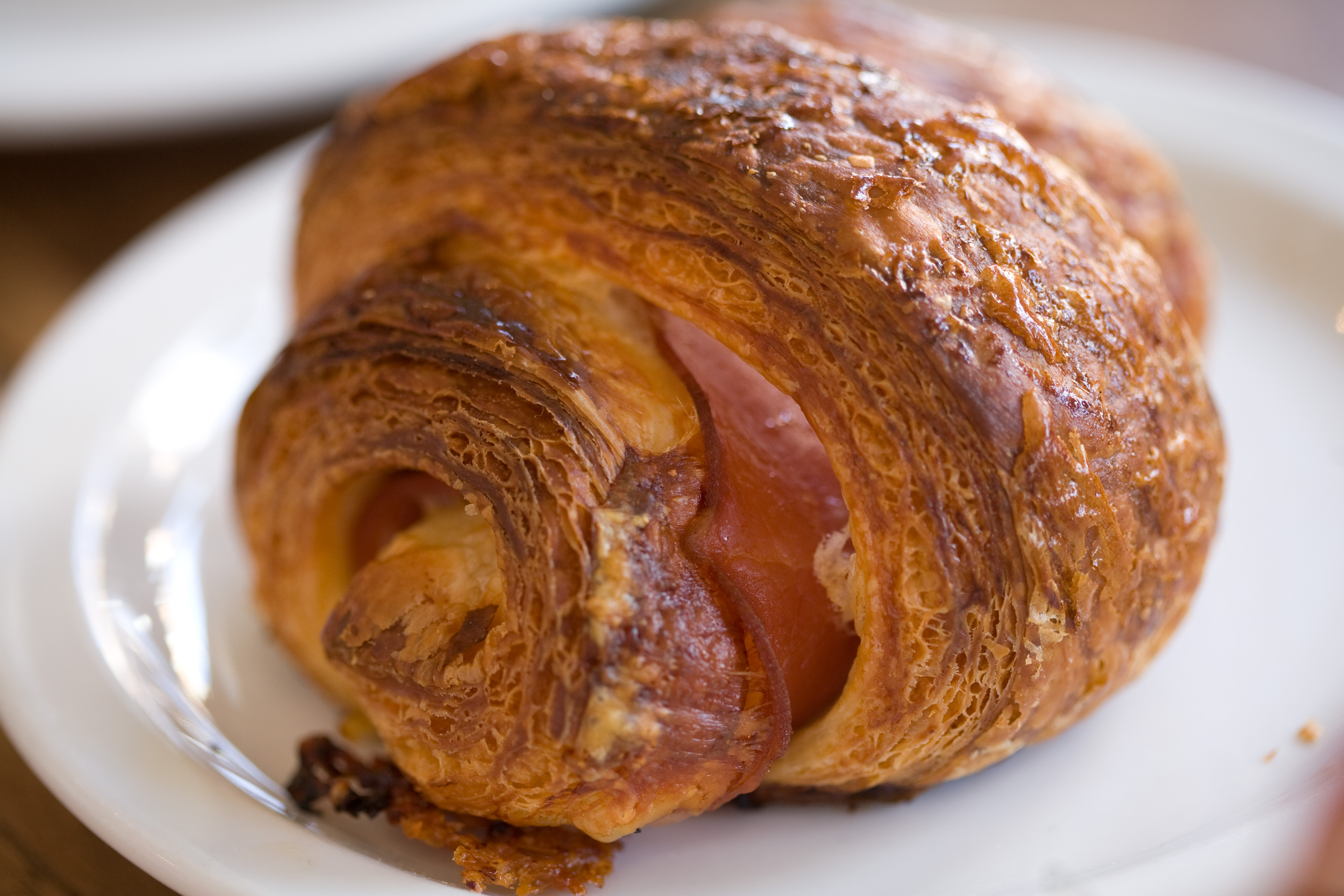
Croissant

Um croissant (pronúncia: /kɾoaˈsɐ̃/) aportuguesado como croassã ou croassão (do francês croissant, crescente), é um tipo de viennoiserie de massa folhada em formato de meia-lua, feito de farinha, açúcar, sal, leite, fermento, manteiga e ovo para pincelar.

## História
A sua origem é atribuída aos padeiros de Viena, na Áustria, onde era conhecido pelo nome de Kipferl desde o século XIII, sendo feito de tamanhos variados. Segundo a tradição, em 1683 (Batalha de Viena), enquanto trabalhavam à noite, os padeiros de Viena ouviram o barulho que o inimigo otomano fazia ao cavar um túnel e, ao dar o alarme sobre o que estava acontecendo, conseguiram impedir o êxito do ataque. O formato em crescente seria alusivo à bandeira do Império Otomano. Os franceses, ainda hoje, chamam este tipo de pão amanteigado de viennoiserie.
Alguns pesquisadores atribuem sua invenção ao comerciante vienense de origem polaca Franz Georg Kolchitsky, que vivia em Constantinopla. Esse homem conheceu o café nessa cidade em 1475 e, com cerca de 500 sacas do produto abandonadas pelos Turcos após derrota em batalha, abriu um café onde passou a servir a bebida. Aí, para acompanhar o café, inventou esse pão em formato de crescente.
Maria Antonieta, originária de Viena, introduziu e popularizou o croissant na França, a partir de 1770. Hoje, ele é um elemento tradicional do desjejum francês, tomado junto com café com leite.

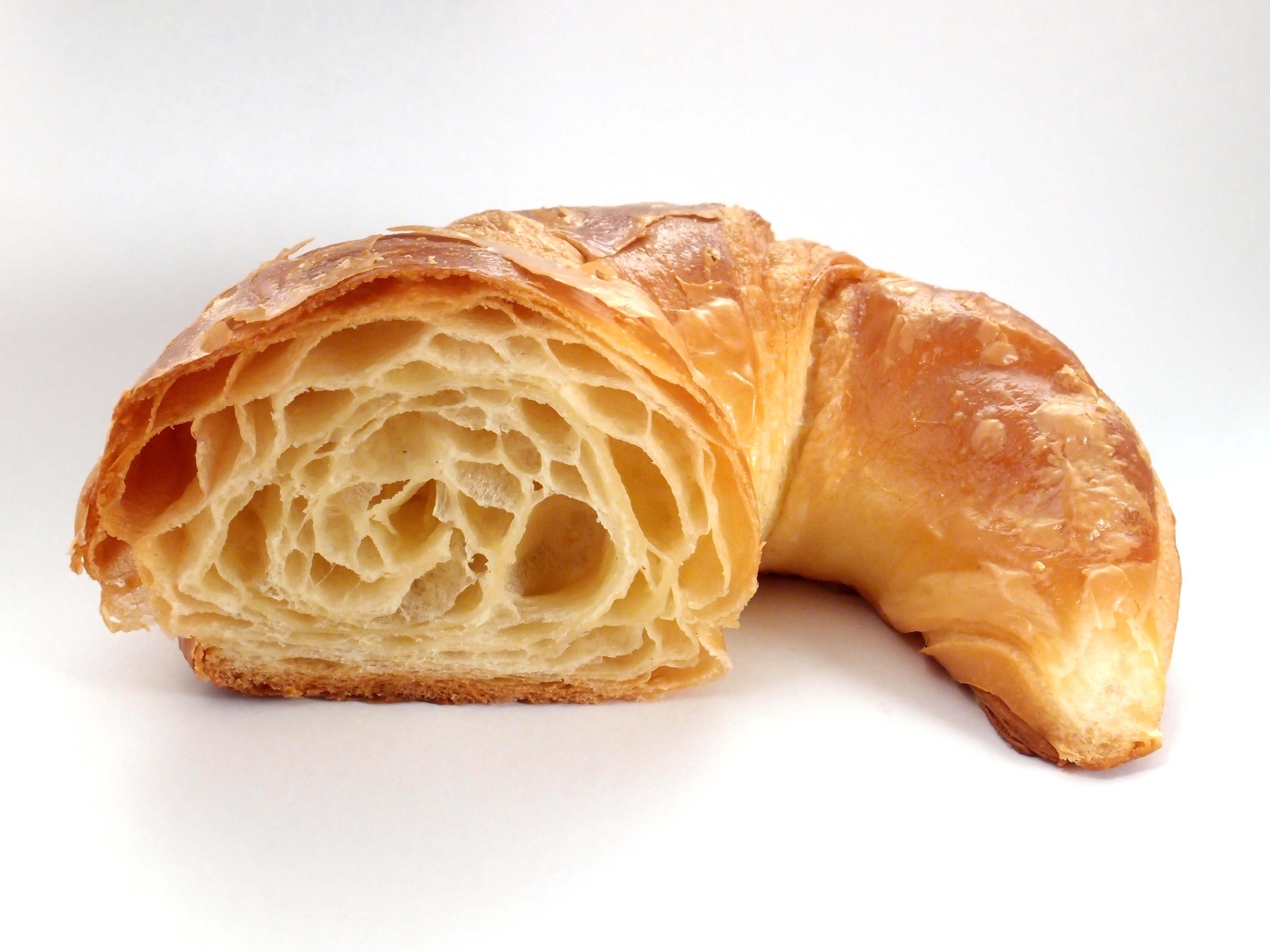
Croissant cortado transversalmente

## Características
O segredo do croissant está na massa, que deve ser semifolhada. A massa semifolhada possui menos gorduras, menos dobras e leva fermento biológico. As dobras são responsáveis pela separação da massa e das camadas de gordura que proporcionam a folhagem do croissant.
Um bom croissant deve ter um bom aspecto, como uma lua em quarto crescente, com uma crosta crocante e uma bela cor dourada. As pontas devem estar descoladas do meio, e o miolo deve ser alvo, aerado, e mostrar a consistência certa.